# Belgische Badmintonmeisterschaft 2008
Die Belgische Badmintonmeisterschaft 2008 fand vom 2. bis zum 3. Februar 2008 statt.

## Medaillengewinner
| Disziplin    | Gold                            | Silber                            | Bronze                          |
| ------------ | ------------------------------- | --------------------------------- | ------------------------------- |
| Herreneinzel | Yuhan Tan                       | David Jaco                        | Lionel Warnotte                 |
| Herreneinzel | Yuhan Tan                       | David Jaco                        | Frédéric Gaspard                |
| Dameneinzel  | Nathalie Descamps               | Lianne Tan                        | Steffi Annys                    |
| Dameneinzel  | Nathalie Descamps               | Lianne Tan                        | Sofie Robbrecht                 |
| Herrendoppel | Wouter Claes Frédéric Mawet     | Jonathan Gillis Frédéric Gaspard  | Daan De Smet Roel Van Heuckelom |
| Herrendoppel | Wouter Claes Frédéric Mawet     | Jonathan Gillis Frédéric Gaspard  | Gert Thoné Gert Poesen          |
| Damendoppel  | Steffi Annys Séverine Corvilain | Manon Albinus Veerle Rakels       | Sabine Devooght Lianne Tan      |
| Damendoppel  | Steffi Annys Séverine Corvilain | Manon Albinus Veerle Rakels       | Janne Elst Jelske Snoeck        |
| Mixed        | Wouter Claes Nathalie Descamps  | Frédéric Mawet Séverine Corvilain | Daan de Smet Debbie Janssens    |
| Mixed        | Wouter Claes Nathalie Descamps  | Frédéric Mawet Séverine Corvilain | Manon Albinus Gert Poesen       |